# Karen Stefany Páez Zea
Karen Stefany Páez Zea (Bogotà, 3 de març de 1996) és una futbolista colombiana que juga com a davantera. Ha jugat al Cúcuta, Atlètic Tolida i Millonarios de la Lliga Professional Femenina de Futbol de Colòmbia. Actualment està en l'equip Club Ñañas en la Superliga Femenina de l'Equador 2021.
L'any 2018 va ser part de l'Atlético Huila campió del torneig de la Lliga Professional Femenina de Futbol de Colòmbia, l'any 2019 va arribar a la fase semifinal de la Lliga Professional Femenina de Futbol de Colòmbia amb el Millonarios, i els anys 2020 i 2021 amb l'equip Club Ñañas a la Superlliga Femenina d'Equador va arribar a la final obtenint el subcampionat dels dos tornejos.
L'any 2021, juga per al Gokulam Kerala FC, a l'Índia, per tres mesos. Va participar en l'AFC Women's Club Championship on va jugar en dos partits i marcar un gol.